# John Heap
John „Jack” Crocker Heap (ur. 9 listopada 1907 w St. Pancras w Londynie, zm. 6 kwietnia 2000 w Dacorum) – brytyjski lekkoatleta, sprinter, wicemistrz igrzysk Imperium Brytyjskiego, olimpijczyk.
Na igrzyskach olimpijskich reprezentował Wielką Brytanię, a na igrzyskach Imperium Brytyjskiego Anglię.
Odpadł w eliminacjach biegu na 100 metrów na igrzyskach olimpijskich w 1928 w Amsterdamie.
Zdobył srebrny medal w sztafecie 4 × 110 jardów (sztafeta angielska biegła w składzie: James Cohen, Heap, John Hanlon i Stanley Engelhart) na igrzyskach Imperium Brytyjskiego w 1930 w Hamilton. Był również zgłoszony do biegu na 100 jardów, ale nie wystartował.
Zwyciężył w biegu na 100 jardów w mistrzostwach południowej Anglii w 1932, wyrównując rekord Anglii czasem 9,8 s.